# Okapia (Bildagentur)
Die Okapia KG Michael Grzimek & Co ist eine deutsche Bildagentur mit dem Schwerpunkt Natur- und Wildlife-Fotografie. Sie wurde 1954 von Michael und Bernhard Grzimek zunächst als Produktionsfirma für Dokumentarfilme in Frankfurt am Main gegründet. Ihr Bestand umfasst rund 1,8 Millionen digitaler Bilder aus den Bereichen Wildlife, Wissenschaft und Medizin.
Die Okapia KG produzierte die Dokumentarfilme Kein Platz für wilde Tiere (1956 ausgezeichnet mit zwei Goldenen Bären und dem Bundesfilmpreis) und Serengeti darf nicht sterben. Letzterer gewann 1960 als erster deutscher Film einen Oscar (Beste Dokumentation). Das bei den Dreh- und Forschungsarbeiten gesammelte Bildmaterial wurde von Okapia archiviert und diente zunächst der Bebilderung von Bernhard Grzimeks Publikationen. Auf diese Weise wurde die Basis für ein Fotoarchiv gelegt.
1959 kam Michael Grzimek bei den Dreharbeiten zu Serengeti darf nicht sterben bei einem Flugzeugabsturz ums Leben. Dessen Aufgaben in der Geschäftsführung von Okapia übernahm daraufhin seine Witwe Erika Grzimek. Sie war bis zu ihrem Tod im Februar 2020 persönlich haftende Gesellschafterin.
Okapia entwickelte sich im Lauf der Jahre zu einem kommerziell erfolgreichen Naturbildarchiv. Neben Material aus eigener Produktion wurden zunehmend Bilder von Agenturfotografen wie Joan Root, Art Wolfe, Norman Myers oder Fritz Pölking vermarktet, später auch von Mitgliedern der Gesellschaft Deutscher Tierfotografen (GDT).
Christian Grzimek, Sohn von Michael und Erika Grzimek, trat 1980 in die Geschäftsführung ein. Spätestens durch die Übernahme der Agenturen Save-Bild und Helga Lade um 2000 wurde das Bildangebot auch um die  Bereiche der Stockfotografie erweitert. In den 2000er Jahren wurden verstärkt Bildbestände internationaler Kooperationspartner eingebunden. Heute arbeitet das Unternehmen mit etwa 40 Partneragenturen und 600 Fotografen zusammen. Der Gesamtbestand beläuft sich auf etwa 1,8 Millionen digitaler Bilder, die alle online verfügbar sind.